# Kmieć
Kmieć (łac. cmetos, cmetones, kmetho) – w czasach nowożytnych pojęcie to oznaczało zamożnego gospodarza – używane potocznie jako synonim chłopa.

## Dawne znaczenia
W XI-XII wieku słowo to oznaczało dostojników książęcych, możnych.
W XIV i XV wieku słowo to oznaczało zamożnych chłopów, którzy mieli własne indywidualne gospodarstwa o powierzchni przynajmniej 1 łana ziemi; w zamian za co musieli płacić panu feudalnemu czynsz lub wykonywać prace rolne na jego ziemi. Początkowo 1 dzień, a w końcu nawet 10 dni w miesiącu. W 1767 r. na wsi śląskiej kmiecie stanowili 36%, zagrodnicy 49% i chałupnicy 15%.

## Etymologia
Pochodzenie słowa nie jest ustalone, spotyka się następujące hipotezy:
- Zdaniem Jana Karola Kochanowskiego słowo „kmieć” pochodzi od greckiego wieś, mieszkaniec wsi[6] (w: „Szkice i drobiazgi historyczne”).
- Zdaniem Franciszka Sławskiego słowo „kmieć” pochodzi od łacińskiego comes, w dopełniaczu comitis, oznaczające towarzysza, zwłaszcza panującego albo wodza; osobę należącą do orszaku panującego.
- Zdaniem Andrzeja Bańkowskiego słowo „kmieć” ma pochodzenie irańskie[7].